# Major League Baseball 2003
La stagione 2003 della Major League Baseball si è aperta il 30 marzo con l'incontro disputato all'Edison Field tra i Los Angeles Angels e i Texas Rangers terminato 3-6.
L'All-Star Game si è giocato il 15 luglio all'U.S. Cellular Field di Chicago e si è concluso con la vittoria della squadra dell'American League per 7-6.
Le World Series si sono svolte tra il 18 e il 25 ottobre, si sono concluse con la vittoria dei Florida Marlins per 4 partite a 2 sui New York Yankees.

## Regular Season

### American League

#### East Division
| # | Squadra              | Vittorie | Sconfitte | Perc. | Diff. |
| - | -------------------- | -------- | --------- | ----- | ----- |
| 1 | New York Yankees     | 101      | 61        | .623  | —     |
| 2 | Boston Red Sox       | 95       | 67        | .586  | 6.0   |
| 3 | Toronto Blue Jays    | 86       | 76        | .531  | 15.0  |
| 4 | Baltimore Orioles    | 71       | 91        | .438  | 30.0  |
| 5 | Tampa Bay Devil Rays | 63       | 99        | .389  | 38.0  |

#### Central Division
| # | Squadra            | Vittorie | Sconfitte | Perc. | Diff. |
| - | ------------------ | -------- | --------- | ----- | ----- |
| 1 | Minnesota Twins    | 90       | 72        | .556  | —     |
| 2 | Chicago White Sox  | 86       | 76        | .531  | 4.0   |
| 3 | Kansas City Royals | 83       | 79        | .512  | 7.0   |
| 4 | Cleveland Indians  | 68       | 94        | .420  | 22.0  |
| 5 | Detroit Tigers     | 43       | 119       | .265  | 47.0  |

#### West Division
| # | Squadra           | Vittorie | Sconfitte | Perc. | Diff. |
| - | ----------------- | -------- | --------- | ----- | ----- |
| 1 | Oakland Athletics | 96       | 66        | .593  | —     |
| 2 | Seattle Mariners  | 93       | 69        | .574  | 3.0   |
| 3 | Anaheim Angels    | 77       | 85        | .475  | 19.0  |
| 4 | Texas Rangers     | 71       | 91        | .438  | 25.0  |

     Vincitore Division
     Wild Card

### National League

#### East Division
| # | Squadra               | Vittorie | Sconfitte | Perc. | Diff. |
| - | --------------------- | -------- | --------- | ----- | ----- |
| 1 | Atlanta Braves        | 101      | 61        | .623  | —     |
| 2 | Florida Marlins       | 91       | 71        | .562  | 10.0  |
| 3 | Philadelphia Phillies | 86       | 76        | .531  | 15.0  |
| 4 | Montreal Expos        | 83       | 79        | .512  | 18.0  |
| 5 | New York Mets         | 66       | 95        | .410  | 34.5  |

#### Central Division
| # | Squadra             | Vittorie | Sconfitte | Perc. | Diff. |
| - | ------------------- | -------- | --------- | ----- | ----- |
| 1 | Chicago Cubs        | 88       | 74        | .543  | —     |
| 2 | Houston Astros      | 87       | 75        | .537  | 1.0   |
| 3 | St. Louis Cardinals | 85       | 77        | .525  | 3.0   |
| 4 | Pittsburgh Pirates  | 75       | 87        | .463  | 13.0  |
| 5 | Cincinnati Reds     | 69       | 93        | .426  | 19.0  |
| 6 | Milwaukee Brewers   | 68       | 94        | .420  | 20.0  |

#### West Division
| # | Squadra              | Vittorie | Sconfitte | Perc. | Diff. |
| - | -------------------- | -------- | --------- | ----- | ----- |
| 1 | San Francisco Giants | 100      | 61        | .621  | —     |
| 2 | Los Angeles Dodgers  | 85       | 77        | .525  | 15.5  |
| 3 | Arizona Diamondbacks | 84       | 78        | .519  | 16.5  |
| 4 | Colorado Rockies     | 74       | 88        | .457  | 26.5  |
| 5 | San Diego Padres     | 64       | 98        | .395  | 36.5  |

     Vincitore Division
     Wild Card

### Record Individuali

#### American League[3][4]
| Stat. | Giocatore           | Squadra              | Totale |
| ----- | ------------------- | -------------------- | ------ |
| AVG   | Bill Mueller        | Boston Red Sox       | .326   |
| HR    | Alexander Rodriguez | Texas Rangers        | 47     |
| RBI   | Carlos Delgado      | Toronto Blue Jays    | 145    |
| R     | Alexander Rodriguez | Texas Rangers        | 124    |
| H     | Vernon Wells        | Toronto Blue Jays    | 215    |
| SB    | Carl Crawford       | Tampa Bay Devil Rays | 55     |

| Stat. | Giocatore      | Squadra           | Totale |
| ----- | -------------- | ----------------- | ------ |
| W     | Roy Halladay   | Toronto Blue Jays | 22     |
| L     | Mike Maroth    | Detroit Tigers    | 21     |
| ERA   | Pedro Martínez | Boston Red Sox    | 2.22   |
| K     | Esteban Loaiza | Chicago White Sox | 240    |
| IP    | Roy Halladay   | Toronto Blue Jays | 266    |
| SV    | Keith Foulke   | Oakland Athletics | 43     |

#### National League[5][6]
| Stat. | Giocatore      | Squadra               | Totale |
| ----- | -------------- | --------------------- | ------ |
| AVG   | Albert Pujols  | St. Louis Cardinals   | .359   |
| HR    | Jim Thome      | Philadelphia Phillies | 47     |
| RBI   | Preston Wilson | Colorado Rockies      | 141    |
| R     | Albert Pujols  | St. Louis Cardinals   | 137    |
| H     | Albert Pujols  | St. Louis Cardinals   | 212    |
| SB    | Juan Pierre    | Florida Marlins       | 65     |

| Stat. | Giocatore       | Squadra              | Totale |
| ----- | --------------- | -------------------- | ------ |
| W     | Russ Ortiz      | Atlanta Braves       | 21     |
| L     | Jeff D'Amico    | Pittsburgh Pirates   | 16     |
| ERA   | Jason Schmidt   | San Francisco Giants | 2.34   |
| K     | Kerry Wood      | Chicago Cubs         | 266    |
| IP    | Liván Hernández | Montreal Expos       | 233 ⅓  |
| SV    | Éric Gagné      | Los Angeles Dodgers  | 55     |

## Post Season
|  | Division Series | Division Series      | Division Series |                 |                   | League Championship Series | League Championship Series | League Championship Series |  |  | World Series | World Series     | World Series |
|  |                 |                      |                 |                 |                   |                            |                            |                            |  |  |              |                  |              |
|  | 1               | New York Yankees     | 3               |                 |                   |                            |                            |                            |  |  |              |                  |              |
|  | 3               | Minnesota Twins      | 1               |                 |                   |                            |                            |                            |  |  |              |                  |              |
|  | 3               | Minnesota Twins      | 1               |                 | 1                 | New York Yankees           | 4                          |                            |  |  |              |                  |              |
|  |                 |                      |                 |                 | 1                 | New York Yankees           | 4                          |                            |  |  |              |                  |              |
|  |                 | 4                    | Boston Red Sox  | 3               |                   |                            |                            |                            |  |  |              |                  |              |
|  | 2               | 4                    | Boston Red Sox  | 3               | Oakland Athletics | 2                          |                            |                            |  |  |              |                  |              |
|  | 2               |                      |                 |                 | Oakland Athletics | 2                          |                            |                            |  |  |              |                  |              |
|  | 4               | Boston Red Sox       | 3               |                 |                   |                            |                            |                            |  |  |              |                  |              |
|  |                 |                      |                 |                 |                   |                            |                            |                            |  |  | AL           | New York Yankees | 2            |
|  |                 |                      | NL              | Florida Marlins | 4                 |                            |                            |                            |  |  |              |                  |              |
|  | 2               | San Francisco Giants | 1               |                 |                   |                            |                            |                            |  |  |              |                  |              |
|  | 4               | Florida Marlins      | 3               |                 |                   |                            |                            |                            |  |  |              |                  |              |
|  | 4               | Florida Marlins      | 3               |                 | 4                 | Florida Marlins            | 4                          |                            |  |  |              |                  |              |
|  |                 |                      |                 |                 | 4                 | Florida Marlins            | 4                          |                            |  |  |              |                  |              |
|  |                 | 3                    | Chicago Cubs    | 3               |                   |                            |                            |                            |  |  |              |                  |              |
|  | 1               | 3                    | Chicago Cubs    | 3               | Atlanta Braves    | 2                          |                            |                            |  |  |              |                  |              |
|  | 1               |                      |                 |                 | Atlanta Braves    | 2                          |                            |                            |  |  |              |                  |              |
|  | 3               | Chicago Cubs         | 3               |                 |                   |                            |                            |                            |  |  |              |                  |              |

### Division Series
American League
| Data                                  | Squadra di casa  | Squadra ospite   | Ris. |
| ------------------------------------- | ---------------- | ---------------- | ---- |
| 30/09                                 | New York Yankees | Minnesota Twins  | 1-3  |
| 02/10                                 | New York Yankees | Minnesota Twins  | 4-1  |
| 04/10                                 | Minnesota Twins  | New York Yankees | 1-3  |
| 05/10                                 | Minnesota Twins  | New York Yankees | 1-8  |
| New York Yankees vincono la serie 3-1 |                  |                  |      |

| Data                                | Squadra di casa   | Squadra ospite    | Ris. |
| ----------------------------------- | ----------------- | ----------------- | ---- |
| 01/10                               | Oakland Athletics | Boston Red Sox    | 5-4  |
| 02/10                               | Oakland Athletics | Boston Red Sox    | 5-1  |
| 04/10                               | Boston Red Sox    | Oakland Athletics | 3-1  |
| 05/10                               | Boston Red Sox    | Oakland Athletics | 5-4  |
| 06/10                               | Oakland Athletics | Boston Red Sox    | 3-4  |
| Boston Red Sox vincono la serie 3-2 |                   |                   |      |

National League
| Data                                 | Squadra di casa      | Squadra ospite       | Ris. |
| ------------------------------------ | -------------------- | -------------------- | ---- |
| 30/09                                | San Francisco Giants | Florida Marlins      | 2-0  |
| 01/10                                | San Francisco Giants | Florida Marlins      | 5-9  |
| 03/10                                | Florida Marlins      | San Francisco Giants | 4-3  |
| 04/10                                | Florida Marlins      | San Francisco Giants | 7-6  |
| Florida Marlins vincono la serie 3-1 |                      |                      |      |

| Data                              | Squadra di casa | Squadra ospite | Ris. |
| --------------------------------- | --------------- | -------------- | ---- |
| 30/09                             | Atlanta Braves  | Chicago Cubs   | 2-4  |
| 01/10                             | Atlanta Braves  | Chicago Cubs   | 5-3  |
| 03/10                             | Chicago Cubs    | Atlanta Braves | 3-1  |
| 04/10                             | Chicago Cubs    | Atlanta Braves | 4-6  |
| 05/10                             | Atlanta Braves  | Chicago Cubs   | 1-5  |
| Chicago Cubs vincono la serie 3-2 |                 |                |      |

### League Championship Series
American League
| Data                                  | Squadra di casa  | Squadra ospite   | Ris. |
| ------------------------------------- | ---------------- | ---------------- | ---- |
| 08/10                                 | New York Yankees | Boston Red Sox   | 2-5  |
| 09/10                                 | New York Yankees | Boston Red Sox   | 6-2  |
| 11/10                                 | Boston Red Sox   | New York Yankees | 3-4  |
| 13/10                                 | Boston Red Sox   | New York Yankees | 3-2  |
| 14/10                                 | Boston Red Sox   | New York Yankees | 2-4  |
| 15/10                                 | New York Yankees | Boston Red Sox   | 6-9  |
| 16/10                                 | New York Yankees | Boston Red Sox   | 6-5  |
| New York Yankees vincono la serie 4-3 |                  |                  |      |

National League
| Data                                 | Squadra di casa | Squadra ospite  | Ris. |
| ------------------------------------ | --------------- | --------------- | ---- |
| 07/10                                | Chicago Cubs    | Florida Marlins | 8-9  |
| 08/10                                | Chicago Cubs    | Florida Marlins | 12-3 |
| 10/10                                | Florida Marlins | Chicago Cubs    | 4-5  |
| 11/10                                | Florida Marlins | Chicago Cubs    | 3-8  |
| 12/10                                | Florida Marlins | Chicago Cubs    | 4-0  |
| 14/10                                | Chicago Cubs    | Florida Marlins | 3-8  |
| 15/10                                | Chicago Cubs    | Florida Marlins | 6-9  |
| Florida Marlins vincono la serie 4-3 |                 |                 |      |

### World Series

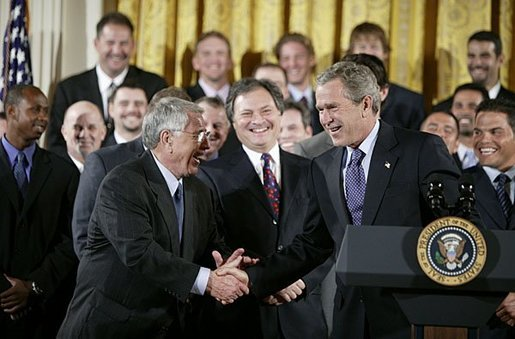
Il presidente George W. Bush si congratula con Jack McKeon manager dei Florida Marlins vincitori delle World Series 2003.

| Data                                 | Squadra di casa  | Squadra ospite   | Ris. |
| ------------------------------------ | ---------------- | ---------------- | ---- |
| 18/10                                | New York Yankees | Florida Marlins  | 2-3  |
| 19/10                                | New York Yankees | Florida Marlins  | 6-1  |
| 21/10                                | Florida Marlins  | New York Yankees | 1-6  |
| 22/10                                | Florida Marlins  | New York Yankees | 4-3  |
| 23/10                                | Florida Marlins  | New York Yankees | 6-4  |
| 25/10                                | New York Yankees | Florida Marlins  | 0-2  |
| Florida Marlins vincono la serie 4-2 |                  |                  |      |

## Premi
Miglior giocatore della Stagione
|    | Giocatore           | Squadra              |
| -- | ------------------- | -------------------- |
| AL | Alexander Rodriguez | Texas Rangers        |
| NL | Barry Bonds         | San Francisco Giants |

Rookie dell'anno
|    | Giocatore        | Squadra            |
| -- | ---------------- | ------------------ |
| AL | Angel Berroa     | Kansas City Royals |
| NL | Dontrelle Willis | Florida Marlins    |

Miglior giocatore delle World Series
| Giocatore    | Squadra         |
| ------------ | --------------- |
| Josh Beckett | Florida Marlins |